# Cuneocharis elongatus
Cuneocharis elongatus (лат.) — ископаемый вид коротконадкрылых жуков рода Cuneocharis (семейство Staphylinidae). Обнаружен в юрских отложениях России: Дая, Забайкалье, Glushkovo Formation, около 150 млн лет. Один из древних видов стафилинид из подсемейства Mycetoporinae (до 2021 в Tachyporinae).

## Описание
Мелкого размера ископаемые стафилиниды, которые были описаны по отпечаткам тела, длина около 3 мм, ширина 0,7 мм.
Вид Cuneocharis elongatus был впервые описан в 1990 году советским и российским колеоптерологом А. Б. Рывкиным (ИПЭЭ РАН, Москва, Россия).
Вид Cuneocharis elongatus выделен в отдельный род жуков Cuneocharis (Tachyporinae). Сестринские таксоны: вид †Bolitobius Leach 1819 (1 вид, эоцен, Россия), †Mycetoporus Mannerheim 1830 (1 вид, эоцен, США), †Glabrimycetoporus Yue, Zhao & Ren, 2009 (1 вид, Китай). С 2021 года в составе отдельного подсемейства Mycetoporinae.